# Crithagra citrinipectus
El serín pechilimón (Crithagra citrinipectus) es una especie de ave paseriforme de la familia Fringillidae propia del sureste de África

## Distribución
Vive en Malaui, Mozambique, Sudáfrica, Zambia y Zimbabue. Su hábitat natural son sabanas secas, tropicales o subtropicales; arbustos secos y jardines rurales.